# スミス・ダン
スミス・ ダン（英語：Smith Dun）。ミャンマー軍の初代最高司令官。カレン族。

## 生い立ち
スミス・ダンは1906年11月11日、エーヤワディー地方域・パテイン近郊の村に生まれた。子供の頃、水風呂に入れると機嫌が良くなったため、家族からは「ポー・ヤイ（Po Yay）」と呼ばれていたが、本名は不詳。成人しても身長が4フィート（約120cm）しかなく、ゆえに軍隊時代に付いた仇名が「4フィートの大佐」で、彼の死後出版された自伝のタイトルも『4フィートの大佐の回想録（Memoirs of the Four-Foot Colonel）』となっている。
幼い頃、休暇で村に帰郷したカレン族兵士や従軍して伍長にまで出世した兄から、戦場の話を聞いて将来兵士になる夢を募らせた。高校時代、一度、学校を辞めて軍隊に入隊したが、4ヶ月後、父親に連れ戻された。その際、軍隊のひどい食事に辟易した経験から、後年、部下の兵士の食事に気を配るようになったのだという。
学校の成績は非常に良く、高校卒業後、1924年11月、あらためて軍隊に入隊した。当時、カレン族新兵の間では英語名の仇名を付けるのが流行しており、ポー・ヤイは「スミス」を名乗った。

## インド陸軍士官学校
入隊当初、スミスは第20ビルマライフル部隊第10大隊に所属し、軍事訓練を受けた後、第20ビルマライフル連隊第2大隊に配属された。在籍中はE.E.リバーズという牧師一家に可愛がられ、彼から軍隊での出世に絶対に必要な英語を教わったり、食事、映画、教会、ピクニック、狩猟などに連れられていったりした。
1932年、デヘラードゥーンにインド陸軍士官学校が設立されると、スミスは、第一期生40人のうちミャンマー人として唯一入学を許可され、入学早々、新兵を監督指導する上級士官候補生（senior cadet）に選ばれた。在学中、学業成績は芳しくなく、乗馬やボクシングなどのスポーツも低身長のせいで苦手だったが、塹壕掘り、金網フェンスの設置、丘登り、小川での水泳などスタミナが必要とされる競技では優秀な成績を収め、行進の練習には先頭に立って励み、パレードの際には称賛を浴びた。その甲斐あって、卒業時には「名誉の剣（the sword of honour）」を授けられた。また卒業時、スミスというイギリス名を名乗るのが恥ずかしいので、仇名を父親の名前の「ダン」に変えたが、結局、「スミス・ダン」という名前で呼ばれることになった。

## 英領インド（ビルマ）軍
インド陸軍士官学校卒業後、スミス・ダンはアーグラにあるキングズ・オウン・ヨークシャー軽歩兵隊・第2大隊に配属された。その後、第1パンジャブ連隊第2大隊に志願し、ラズマクに赴任し反乱軍の鎮圧で初めて戦闘経験を積み、さらにその後、ムルターンに赴任し、鉄道や橋を破壊工作から守る治安維持任務に就いた。1939年に第二次世界大戦が始まると、スミス・ダンはかねてより志願していたビルマ軍警察（BMP）に配属され、ヤンゴンに赴任した。戦争の危機がまだヤンゴンには押し寄せておらず、十分な手当てをもらって、スミス・ダンは初めて余裕のある生活を送ることができた。
しかし、1942年に入ると日本軍がミャンマーに侵攻してきて、同年3月8日、イギリス軍はヤンゴンから全面撤退を決断し、スミス・ダンが所属する第17師団はヤンゴンから76マイル北・タラワディに逃れ、ピイに向けて撤退した。撤退の途中、パウンデの戦い、シュエダウンの戦いに従軍して活躍し、ミャウンミャ事件の一報に接して心を痛めた。この後、第17師団はタンドゥインジー、ザガイン、カレワと這々の体で北上し、インドのインパールに落ち着いた。
その後、スミス・ダンはクエッタ幕僚大学で学び、第17師団に再び配属され諜報活動に従事していたが、やがてイギリス軍が攻勢に転じると、1944年10月末、第7インド師団に配属され、大した抵抗にも遭わずにパコックにまで進軍し、そこでも諜報活動に従事した。その後、彼はピイ、ヘンザダへと移動し、パテインで家族と再会した。末っ子が病死していた以外、家族は元気だった。

## 国軍総司令官
1945年9月のアウンサンと連合軍との間で結ばれたキャンディ協定に従い、英領ビルマ軍とビルマ愛国軍（PBF）を統合して1万2,000人の兵力を擁するミャンマー軍（以下、国軍）が編成されると、スミス・ダンは国軍総司令官に任命された。国軍総司令官だけではなく、陸軍参謀長、空軍参謀長、主計総監にもカレン族将校が任命され、スミス・ダンは自伝の中でこれを「世界のどの国においても少数民族が享受したことのない特権」と称賛している。しかし、国軍内には当初からカレン族将校とビルマ族将校との間に対立があり、1948年1月4日、ミャンマーが「ビルマ連邦」として独立すると、その直後にビルマ共産党（CPB）と人民義勇軍（PVO）が反乱を起こし、彼らに同調する者が国軍を離脱して反乱軍に加わり、情勢は混乱を極めていた。スミス・ダンも厳重な護衛がなければヤンゴン市内移動できないほどで、「信用できるのはカレン族などの山岳民族だけだった」と述べている。また全員ビルマ族からなる第1ビルマライフル部隊が反乱を起こしてピイ占領すると、第1カレン・第1カチンライフル部隊がこれを奪還したが、するとビルマ族の政治家の中から「第1カレン・第1カチンがビルマ族を不当に扱っている」という声が上がり、メディアも反カレンの論陣を張った。スミス・ダンは「彼（ビルマ族）の足を踏めば損害賠償を請求される。彼があなたの足を踏めば、同じように足を汚したとして訴えられる」というカレン族の格言を持ち出して、この状況を苦々しく述懐している。首相のウー・ヌもスミス・ダンを信用していなかったようで、国軍を補充するために組織した民兵組織・シッウンダンの指揮権を国軍副総司令官のネ・ウィンに与え、自伝の『土曜日の息子』の中でもスミス・ダンには一度しか触れていない。ネ・ウィンもスミス・ダンを軽んじ、第4ビルマライフル部隊を率いて、スミス・ダンの指示を受けずに自由に行動していた。
一方、カレン族の自衛武装組織・カレン民族防衛機構（KNDO）も着々と増強を続け、各地に「解放区」を築いていた。スミス・ダンは、他の多くのカレン族と同じく、カレン族がミャンマーの先住民で、キリスト教徒と西洋文明に触れたカレン族のほうがビルマ族より開明的だと考えるカレン民族主義者だった。しかし、自伝の中の以下の発言に見られるように、カレン民族同盟（KNU）の要求は過大と考えて批判的だった。
- カレン族指導者たちは、ビルマ族から独立したカレン州を獲得することが、見た目ほど容易なことではないことを理解していなかった。

- KNUがビルマのもっとも良い部分を求めているのに対し、カレン青年機構（KYO）がビルマの最悪の部分を求めていることは明らかだ。
- KNUがカレン州を不当に要求したことは忘れてはならない。
- KNUの要求は不当なだけでなく、不可能であり、未熟で教育を受けていない人々の願望に過ぎず、ビルマ族とカレン族の分裂につながるだけだった。武力行使は言うは易く行うは難しだった。カレン族指導者が支持者を煽動するのは構わないが、それは地区の村人たちにとって死と破壊を意味するだけだった。

スミス・ダンは「ビルマ国内のカレン族人口は合計150万人で、その約5%が反乱に直接関与したと推定されるが、残りはカレン族に忠実であり続けた」と述べ、自身も政府と国軍に忠誠を尽くした。アメリカ人のビルマ学者・デイビット・I・スタインバーグは、この困難な時期にカレン族兵士の大部分が国軍に留まったのは彼の功績と評価している。スミス・ダンはKNDOの平和利用も考え、ウー・ヌにKNDOの部隊に兵器の所持を許可し、国軍が手薄な地域に駐屯させるように進言した。CPBの部隊がヤンゴン南西・トワンテを占拠した際は、KNDOの部隊が国軍の掃討作戦に駆り出され、見事、これを駆逐した。しかし、メディアはこれをカレン族によるビルマ族の虐殺と大々的に報じた。
そして1948年12月のクリスマス・イブ、タンニダーリ地方域・パローで、国軍の準軍事組織・シッウンダンの部隊が、教会に手榴弾を投げ込んでキリスト教徒カレン族80人を殺害するという事件が起き、近隣の村でも同様の攻撃があってさらに200人のカレン族が殺害る事件が起きるに及び、カレン族とビルマ族との対立は決定的となった。事件後、スミス・ダンが召集した会議で、ビルマ族将校は「これは民族対立ではなく、政治問題だ」と発言すると、スミス・ダンはビルマ族がカレン族に対して行った数々の蛮行を列挙して、彼らを黙らせたのだという。スミス・ダンはPBF出身のビルマ族将校を軍人に相応しくなく、政治的だと考えていた。
1949年1月30日、インセインの戦いが始まると、スミス・ダンは国軍総司令官を辞任した。他の資料には「ウー・ヌが解任した」とあるが、自伝にはスミス・ダンが自ら辞表を提出したと書かれてある。
辞任すると、スミス・ダンは家族と一緒に車で空港に向かったが、車が滑走路に入った時に発砲に遭った。空港の警備に当たっていた国軍の部隊がスミス・ダンの命を狙ったのは明らかだったが、後日、新聞はカレン族の反乱軍がスミス・ダンの暗殺未遂事件を起こしたという記事が載った。その後、スミス・ダンはメイミョーに逃れたが、2月21日、メイミョーは、反乱を起こした第1カレンライフル部隊と第1カチンライフル部隊の連合軍に占拠された。この際、マーチン・スミスは「スミス・ダンは反乱軍に加わるように要請されたが、拒否した」と述べているが、自伝にはその旨の記述はない。その後、スミス・ダンは家族とともにミッチーナーに逃れた。

## 死
スミス・ダンは、シャン州・カローで晩年を過ごし、ガーデニング、読書、執筆に時間を費やした。1979年1月30日、死去。スミス・ダンの経歴は国軍の公式史からは削除されている。死の1年後、デイビット・I・スタインバーグの尽力により『4フィートの大佐の回想録』が出版された。